# Preludio in do diesis minore

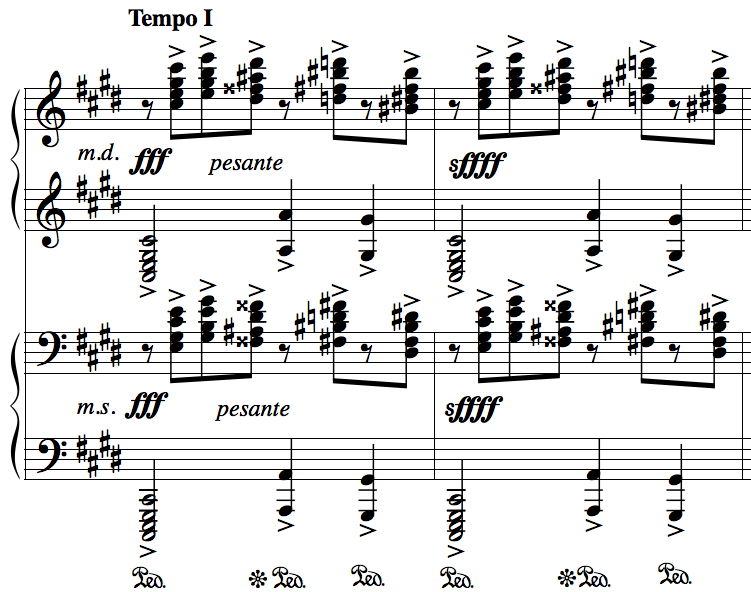
Una pagina dello spartito

Il Preludio in do diesis minore, Op. 3, n. 2 è una delle più famose composizioni di Sergej Vasil'evič Rachmaninov, secondo pezzo della raccolta Morceaux de fantaisie.

## Storia della composizione
Il preludio in do diesis minore fu una delle prime composizioni del diciannovenne Rachmaninov come "libero artista", dopo essersi diplomato al conservatorio di Mosca il 29 maggio 1892. Il brano venne eseguito per la prima volta dall'autore il 26 settembre 1892 al festival Moscow Electrical Exhibition, assieme agli altri Morceaux de fantaisie. Dopo questa première, una recensione del concerto si soffermò sul preludio, notando che aveva "acceso l'entusiasmo". Da quel momento la sua popolarità crebbe per diventare una delle composizioni più famose di Rachmaninov. Suo cugino Aleksandr Ziloti rese celebre il brano nel mondo occidentale. Nell'autunno del 1898 Rachmaninov fece un tour in Europa e negli Stati Uniti d'America, con un programma contenente il preludio. Poco dopo, le testate di Londra fecero uscire diverse edizioni con titoli come The Burning of Moscow (Il rogo di Mosca), The Day of Judgement (Il giorno del giudizio) e The Moscow Waltz (Il valzer di Mosca). In America accadde la medesima cosa, con titoli come The Bells of Moscow (Le campane di Mosca). Il brano divenne così famoso che ci si riferiva ad esso come al “preludio”, ed il pubblico quando ne chiedeva la replica ai concerti di Rachmaninov urlava:"C sharp!" (do diesis in inglese).

## Struttura della composizione
È un preludio in tre parti (ABA) ed una coda, formato da 62 battute.
- Tre accordi che aprono il brano in fortissimo introducono la tonalità dominante di do diesis minore. Il motivo cadenzale si ripete lungo il preludio. Nella terza battuta, la dinamica cambia in ppp per l'esposizione del tema.
- La seconda parte è propulsiva e marcata dall'agitato, ed è introdotta da terzine fortemente cromatiche. Alcuni accordi in questa sezione sono segnati da un quadruplo sforzando (sffff).
- La terza parte ripropone il tema principale in fortissimo, dividendo la scrittura su quattro pentagrammi (vedi immagine iniziale).
- Il pezzo termina con una coda di sette battute che concludono quietamente il brano.